# Neophytus van Lentini
Neophytus van Lentini, geboren Alexander (Oostkust van Sicilië, 3e-4e eeuw), was de eerste bisschop van Lentini op Sicilië, in de Romeinse provincie Italia, en dit volgens de legende van de drie broers en martelaars Alphius, Philadelphus en Cyrinus. De legende is voor de eerste keer opgetekend door de Grieks-orthodoxe monniken der basilianen.

## Legende
Alexander leefde in de tweede helft van de 3e eeuw aan de oostkust van Sicilië, mogelijks tot begin van de 4e eeuw in de aanname dat hij 80 jaar werd volgens de legende. Hij werkte als klerk bij een zekere Tertyllius. Alexander was gehuwd met Epifania, een christin. Hij was een neef van een van de vrouwen die de drie martelaren Alphius, Philadelphus en Cyrinus hadden begraven in Lentini. Door de daad van zijn nicht en door invloed van zijn vrouw liet Alexander zich christelijk dopen. Hij nam de doopnaam Neophytus aan. Nadien wijdde de apostel Andreas hem in een droom tot bisschop. Neophytus en Epifania gingen uiteen. Er verrees een christelijk heiligdom op de begraafplaats der martelaren. 
De legende noemt Neophytus de eerste bisschop van Lentini.
Zijn neef en diaken Rhodippus volgde hem op als tweede bisschop van Lentini.
Neophytus wordt als heilige vereerd zowel in de Orthodoxe Kerk, die de belangrijkste godsdienst op Sicilië was in het begin van de middeleeuwen tot de inval der Arabieren, als nadien vereerd in de Rooms-Katholieke Kerk.